# Welt (телеканал)
Welt (с нем. — «Мир»; до 18 января 2018 года — N24) — бесплатный специализированный коммерческий телеканал Германии информационно-новостной тематики, осуществляющий вещание с 2000 года. Штаб-квартира телеканала расположена в Берлине. До 2010 года телеканал принадлежал медиагруппе ProSiebenSat.1 Media, владеющей также телеканалами ProSieben, kabel eins и другими, с января 2010 — акционерному обществу N24 Media, а с декабря 2013 года принадлежит WeltN24 — дочерней фирме медиаконцерна Axel Springer.

## Контент телеканала
Программа телеканала наполняется информационно-новостными выпусками, документальными фильмами, специальными репортажами, а также обзорами из мира финансов и лайф-стайл.

## Вещание
Доступен:
- В большинстве крупных городов Германии через IPTV и DVB-T, ранее через аналоговое кабельное телевидение, в Трире через аналоговое UHF
- В большинстве стран Европы через DVB-S, ранее через аналоговый SHF

## Ведущие журналисты
- Вертер, Фанни Фе
- Кристоф Ваннер
- Татьяна Ом